# Fêtes de fin d'année

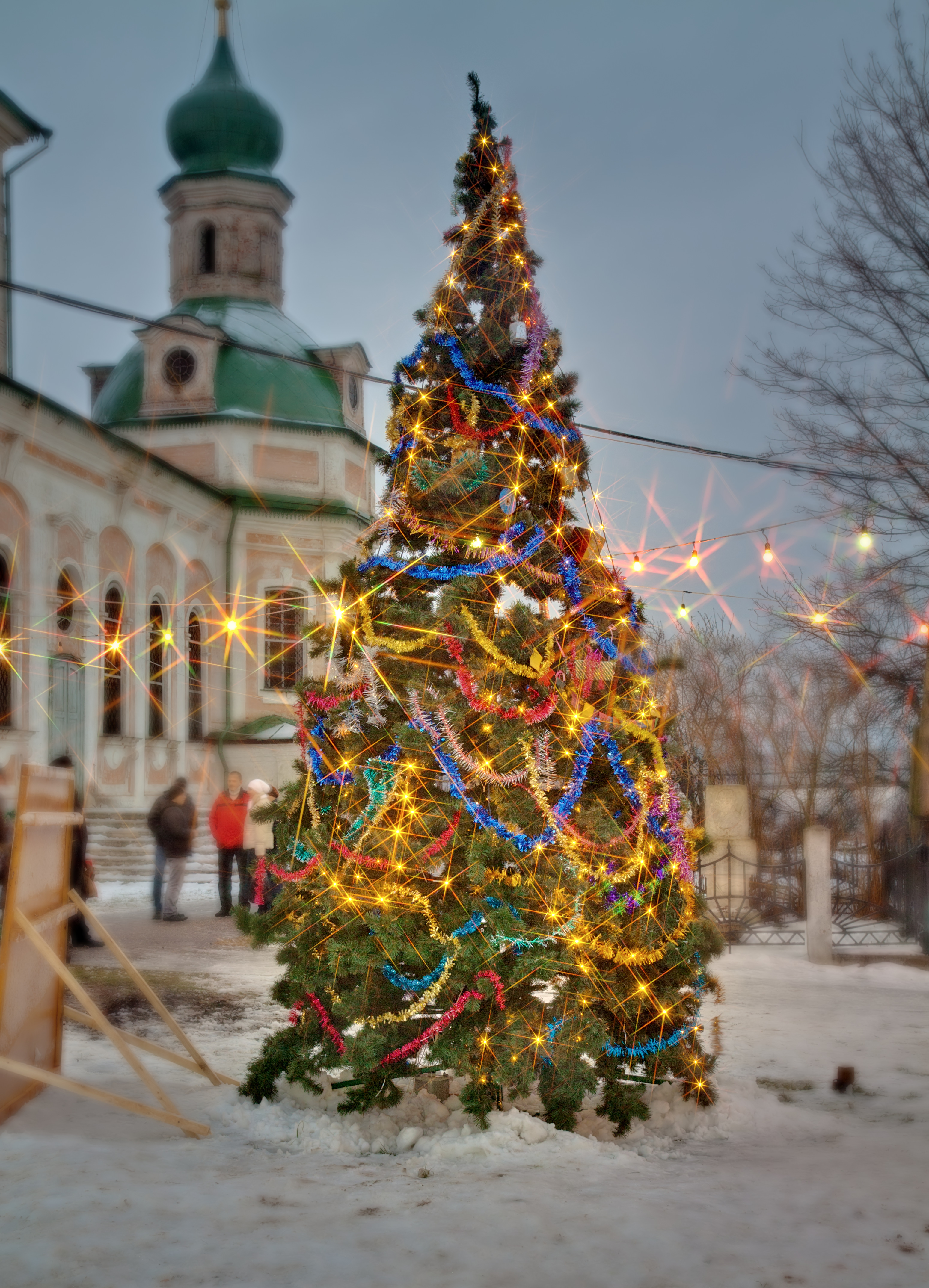
Un sapin de Noël et des guirlandes lumineuses, décorations traditionnelles pendant la période des fêtes de fin d'année.

Les fêtes de fin d’année (ou temps des fêtes au Québec, ou encore fêtes de Noël)  sont des fêtes annuelles célébrées à l’approche et aux alentours de la fin de l'année, durant le mois de décembre et en particulier à l'occasion de la deuxième moitié du mois de décembre et des tout premiers jours de janvier.
Selon les cultures, les pays et traditions, elles se déroulent selon des calendriers particuliers fixant les fêtes et usages. Parmi les éléments les plus connus, on relève ceux qui se situent autour :
- du 10 ou du 11 novembre avec la Saint-Martin, limitée en France à la Flandre et à l'Alsace ;
- des quatre dimanches de l'Avent, notamment le premier qui, selon les années, tombe entre le 26 novembre et le 4 décembre et entame le cycle de Noël ; et du 1er décembre qui marque l'ouverture des calendriers de l'Avent
- du 6 décembre avec la Saint-Nicolas et le personnage éponyme, qui inspira le père Noël[1], et qui passe de maison en maison pour distribuer ses cadeaux aux enfants[2] ; en France les célébrations se limitent aux Pays-Bas français, à l'Ardenne, à l'Argonne, à la Lorraine, à l'Alsace et à la Franche-Comté ;
- du 8 décembre avec la fête de l'Immaculée Conception (voir la fête des lumières à Lyon et sa région), qui s'inscrit hors du cycle de Noël ;
- du 13 décembre avec la fête de Sainte-Lucie (principalement en Suède, mais aussi en Italie et en France), elle marque la césure de la période de l'Avent[3] et le retour symbolique de la lumière ; en France elle est limitée à l'Alsace et au Pays de Montbéliard ;
- du 24 décembre avec le réveillon de Noël ;
  - dans certaines régions hispanophones, la tradition de l'aguinaldo (es) continue à être pratiquée l'après-midi du 24 décembre par des groupes d'enfants qui vont demander à leur voisinage des cadeaux (sucreries, monnaie) en échange de chants de Noël[4] À rapprocher avec la guignolée pratiquée en Amérique du Nord
- du 25 décembre avec la fête de Noël :
  - avec pour les catholiques et les protestants la préparation de la crèche de Noël, puis la nuit de la Nativité qui célèbre la naissance de Jésus-Christ et qui est notamment marquée par la messe de minuit ou la célébration du culte ;
  - les catholiques ont également pour coutume de célébrer la messe de l'Aurore, la messe de l'Emmanuel et la messe du jour le 25 décembre[5] ;
- des nuits entre le 25 décembre et le 6 janvier, appelées les Douze Nuits de Noël ou Douze Nuits saintes
- du 26 décembre avec la Saint-Étienne, limitée en France à l'Alsace et à la Lorraine thioise ; il s'agit du Boxing Day à travers les pays de l'ancien Empire britannique
- du 28 décembre avec le Jour des Saints Innocents (particulièrement festif en Espagne et dans le monde hispanique en général)
- du 31 décembre ponctué par le réveillon de la Saint-Sylvestre ;
- du 1er janvier, avec le jour de l'an ;
- du 6 janvier, fête dans la tradition chrétienne de l'Épiphanie, marquée par l'arrivée des rois mages et la galette des rois ;
- du 7 janvier, fête de Noël pour certaines églises orthodoxe[6] (avant 1900, elle tombait le 6 janvier) ;
- du 2 février, avec la Chandeleur, marquant la fin du cycle de Noël.

Cette période est aussi marquée :
- par la fête de Hanoucca pour le judaïsme rabbinique ;
- par la succession rapide des jours fériés qui entraîne souvent fin décembre de nombreux déplacements familiaux ou départs en vacances ;
- par d'innombrables préparatifs : l'installation des illuminations de Noël par les particuliers et les villes ;
- par l'échange de cadeaux, la présentation de vœux et la remise d'étrennes ;
- par la faible durée du jour dans l'hémisphère nord qui donne une impression de nuit continue et a beaucoup marqué les cultures européennes notamment ;
- par une importante activité commerciale fin novembre et courant décembre.